# カーリー・ツナ
カーリー・ツナ (Cari Tuna, 1985年 - ) は、アメリカ合衆国の経営者である。ウォール・ストリート・ジャーナルの記者を務めたのち、Facebook の共同創設者である夫のダスティン・モスコヴィッツとともに、グッド・ベンチャーズおよびオープン・フィランソロピーを設立。2024年には『TIME』誌が選ぶ「世界で最も影響力のある100人 AI業界編」の1人に選ばれた。効果的利他主義の支持者としても知られる。

## 若年期
1985年、アメリカ合衆国ミネソタ州に生まれる。ツナは3きょうだいの長女で、両親は医者だった。インディアナ州エバンスビルにて育ち、チャーター・スクールの1つであるシグネチャー高校に進学。同校では生徒会長や総代を務めたほか、アムネスティ・インターナショナルの支部を設立した。
その後進学したイェール大学では政治学を学びつつ、学生新聞の『イェール・デイリー・ニュース』で執筆活動を行う。また、地元の『エバンズビル・クーリエ&プレス』に寄稿したり、『スター・トリビューン』のインターンシップに参加したりもした。なお、アラビア語とトルコ語を解したツナは、海外特派員になることを志望していた。その後、学士号を得て卒業。

## キャリア
卒業後、ツナは『ウォール・ストリート・ジャーナル』サンフランシスコ部局の記者になり、シリコンバレーおよびテック産業を約3年にわたって報じた。2010年には、のちの夫となるFacebookの共同創設者ダスティン・モスコヴィッツとともに、ギビング・プレッジに署名。ギビング・プレッジとは、ビル・ゲイツとウォーレン・バフェットが立ち上げた、億万長者への寄付を勧める啓蒙運動であるが、ツナとモスコヴィッツはこれに最年少で署名したカップルとなった 。なお、モスコヴィッツは、ツナと出会った時には既に、Facebookでの活動で得た財産を手放すことを考えていた。
2011年、ツナはフィランソロピー活動に専念するためにウォール・ストリート・ジャーナルを退社し、グッド・ベンチャーズを立ち上げる。なお、モスコヴィッツは、自身が創業したAsanaの経営に注力し、フィランソロピー活動についてはツナが主導することとなった。
2014年には、モスコヴィッツとともにオープン・フィランソロピーを設立。「重要性」「いかに無視されているか」「扱いやすさ」という3つの基準に基づいて支援先を選定し、支援を行った。
2024年には『タイム』誌が選ぶ「世界で最も影響力のある100人 AI業界編」の1人に選ばれた。タイムは「オープン・フィランソロピーが寄付した30億ドルのうち、約4億ドルがAIに寄付されており、同社はAIの安全性に対する最大の慈善資金提供者の1つとなっている」と指摘している。

## 人物

### 家族
2013年、ダスティン・モスコヴィッツと結婚した 。出会いのきっかけは、ウォール・ストリート・ジャーナル時代のツナの同僚が仲介したブラインド・デートであった。

### 交友関係
スタンフォード大学でフィランソロピーを教えるアリラガ・アンドリーセンはツナの友人で、メンターでもある。アリラガはツナについて「深い精神性と計り知れない責任感を持っている」と評している。なお、アリラガ・アンドリーセンは、マーク・アンドリーセンの妻である。

### 思想
ツナは夫のモスコヴィッツとともに「効果的利他主義」という哲学を支持するシリコンバレーのビリオネアの1人であり、パイオニアとも評される。効果的利他主義とは、感情や直感のようなものよりも証拠と理性に基づいて、最大の貢献ができる分野を決定する哲学である。ツナが立ち上げたオープン・フィランソロピーは、AI研究機関、シンクタンク、大学、NPOにおける効果的利他主義の活動に資金援助をしている。
また、ツナはピーター・シンガーの著作 "The Life You Can Save" に影響を受けている。